# الاختلافات النصية في رسالة رومية
الاختلافات النصية في رسالة رومية او رسالة الى اهل روما (بالإنجليزية:Textual variants in the Epistle to the Romans ) هي موضوع دراسة الاختلافات النصية في المخطوطات او ترجمات عندما يقوم الناسخ بإجراء تحريفات متعمدة أو غير مقصودة في مخطوطة على النص الذي يتم إعادة إنتاجه او ترجمته وترد في هذه المقالة أدناه قائمة مختصرة من المتغيرات النصية في هذا الكتاب بالذات.

## الاختلافات النصية الموجودة
"نِعْمَةُ رَبِّنَا يَسُوعَ الْمَسِيحِ مَعَ جَمِيعِكُمْ. آمِينَ." ( رسالة رومية 16: 24) التراجم العربية التي كتبته  ''الفاندايك'' ''الحياة'' ''البولسية'' ''المبسطة'' ''النسخة الارثوذكسية'' التراجم العربية التي حذفته ''الكاثوليكية'' ''اليسوعية'' وغير موجودة في بعض ترجمات الإنجليزية واليونانية وغير موجودة في مخطوطات التالية في البردية 46 وبردية 61 والسينائية والسكندرية والفاتيكانية والافرايمية ولاتيني وفي نسخ مهمة مخطوطات فولجاتا والقبطي الصعيدي والبحري كما يعتقد العديد من العلماء أن رسالة بولس الأصلية انتهت بـ 14:23. ويعتقدون أن تمجيد الله هذا مع جزء كبير من الفصلين 15 و 16 أضيف لاحقًا لتلخيص محتويات الرسالة - ولتقديم نهاية أقل مفاجأة. تم التعامل مع الإصحاح السادس عشر من رسالة رومية كوحدة منفصلة على الأقل في وقت مبكر من القرن الثاني، مما يدل على أن البعض اعتبره تاجالونج مقارنة ببقية رسالة بولس إلى أهل رومية. قد يكون سبب لماذا انتشرت رسالة رومية دون الإصحاحين 15 و16 في الكنيسة الأولى. ربما يكون مرقيون قد أزال رومية 15 و16 من نصه بعض المخطوطات البيزنطية تنتهي في الإصحاح 15 وهناك مخطوطات أخرى تضع الإصحاح 16 بين الإصحاح 14 و15.
"إِذًا لاَ شَيْءَ مِنَ الدَّيْنُونَةِ الآنَ عَلَى الَّذِينَ هُمْ فِي الْمَسِيحِ يَسُوعَ، السَّالِكِينَ لَيْسَ حَسَبَ الْجَسَدِ بَلْ حَسَبَ الرُّوحِ." ( رومية 8: 1 ) غير موجودة في مخطوطات السينائية الفاتيكانية والافرايمية وبيزا وفي بعض اللاتيني والقبطي الصعيدي والبحري ومخطوطات ارميني وجورجي واقتباس اوريجيانوس وأثناسيوس الأول ويديموس الضرير وأمبروزياستر  وأوغسطينوس النص الذي لا يحتوي على المقطع
وَكَيْفَ يَكْرِزُونَ إِنْ لَمْ يُرْسَلُوا؟ كَمَا هُوَ مَكْتُوبٌ: «مَا أَجْمَلَ أَقْدَامَ الْمُبَشِّرِينَ بِالسَّلاَمِ، الْمُبَشِّرِينَ بِالْخَيْرَاتِ». ( رومية 15:10 ) غير موجودة في بردية 46 والسينائية والاسكندرية والفاتيكانية والافرايمية ومخطوطة لاتيني وفي القبطي الصعيدي والبحري والاثيوبي ومخطوطات سلافية واقتباس كليمنت الأول واوريجيانوس النص الذي لا يحتوي على المقطع
"وَأَنَا أَعْلَمُ أَنِّي إِذَا جِئْتُ إِلَيْكُمْ، سَأَجِيءُ فِي مِلْءِ بَرَكَةِ إِنْجِيلِ الْمَسِيحِ." (رومية 15: 29) التراجم العربية التي كتبت كلمة {انجيل} ''الفانديك'' النسخة الارثوذكسية  التي حذفت كلمة انجيل ''الحياة'' ''المشتركة'' ''البولسية'' ''المبسطة'' ''اليسوعية'' ''الكاثوليكية'' المخطوطات التي حذفته الفاتيكانية والاسكندرية والافرايمية وايضا بعض مخطوطات الفلجاتا والترجمات القبطي
"لأَنَّهُ مُتَمِّمُ أَمْرٍ وَقَاضٍ بِالْبِرِّ. لأَنَّ الرَّبَّ يَصْنَعُ أَمْرًا مَقْضِيًّا بِهِ عَلَى الأَرْضِ»." (رومية 9: 28) التراجم العربية التي كتبت المقطع ''الفانديك'' التي حذفته ''الحياة'' ''المشتركة'' ''البولسية'' ''المبسطة'' ''اليسوعية'' ''الكاثوليكية'' المخطوطات التي حذفته الفاتيكانية والاسكندرية وبردية 46 والبشيتا والصعيدي ويقول علماء نقد النصي ان سبب حذف هو النهايات المتشابهة فبسبب التشابه بين مقطع سينتي جعل الناسخ فحذف الجملة كاملة ,بين العبري والسبعينية والعهد الجديد يوجد عدة اختلافات في هذا الاقتباس ولكن الثلاثه يقدمون نفس المضمون
"فَإِذْ قَدْ تَبَرَّرْنَا بِالإِيمَانِ لِيَكُنْ لَنَا سَلاَمٌ مَعَ اللهِ بِرَبِّنَا يَسُوعَ الْمَسِيحِ،" (رومية 5: 1) غير موجودة في كثير من المخطوطات
"فَإِنْ كَانَ بِالنِّعْمَةِ فَلَيْسَ بَعْدُ بِالأَعْمَالِ، وَإِلاَّ فَلَيْسَتِ النِّعْمَةُ بَعْدُ نِعْمَةً. وَإِنْ كَانَ بِالأَعْمَالِ فَلَيْسَ بَعْدُ نِعْمَةً، وَإِلاَّ فَالْعَمَلُ لاَ يَكُونُ بَعْدُ عَمَلًا." ( رومية 11: 6 ) غير موجودة في البردية 46 والسينائية والسكندرية والافرايمية وبيزا عدة مخطوطات لاتيني والفولجاية وقبطي الصعيدي وبحيري

### اختلافات في محتوى النص
"مَمْلُوئِينَ مِنْ كُلِّ إِثْمٍ (وَزِنًا|وشر|وشر وطمع|وطمع وشر| وطمع|اثم وزنا وطمع) وَشَرّ وَطَمَعٍ وَخُبْثٍ، مَشْحُونِينَ حَسَدًا وَقَتْلًا وَخِصَامًا وَمَكْرًا وَسُوءًا،" (رومية 1: 29) التراجم العربية التي كتبت كلمة اثم وزنا وشر وطمع ''الفانديك'' التي كتبت اثم وشر وطمع ''الحياة'' ''المشتركة'' ''البولسية'' ''المبسطة'' ''اليسوعية'' ''الكاثوليكية'' المخطوطات التي حذفت كلمة زنا وقالت اثم (وشر وطمع) السينائية والاسكندرية والافرايمية والقبطي الصعيدي ,اثم( وطمع وشر) الفاتيكانية من القرن الرابع , اثم( وطمع) مخطوطة ك اثم( وزنا وطمع) مخطوطة اي و جي ,, يقول علماء نقد النصي :سبب الحذف هو ان الكلمات متشابهة فمثلا كلمة زنا (باليونانية بورنيا ) تشبه في كتابتها وسماعها كلمة شر ( باليونانية بونريا ) فسهل الخلط بينهم ويقفذ عين الناسخ من كلمة زنا الي كلمة شر ويحذف كلمة زنا
"وَأَمَّا أَنْتَ، فَلِمَاذَا تَدِينُ أَخَاكَ؟ أَوْ أَنْتَ أَيْضًا، لِمَاذَا تَزْدَرِي بِأَخِيكَ؟ لأَنَّنَا جَمِيعًا سَوْفَ نَقِفُ أَمَامَ( كُرْسِيِّ الْمَسِيحِ|عرش الله لنحاسب| أمامَ مَحكَمَةِ اللهِ |مِنْبَرِ اللهِ| منبر المسيح.) " ( رومية 14: 10) التراجم العربية التي كتبت {كرسي المسيح} ''الفانديك'' ''المشتركة'' ا التي كتبت {مِنْبَرِ اللهِ} ''البولسية'' التي كتبت {أمامَ مَحكَمَةِ اللهِ} 'الحياة'' 'المبسطة'' ''الكاثوليكية'' ''اليسوعية'' التي كتبت {منبر المسيح} ''النسخة الأرثوذكسية'' االمخطوطات التي كتبت كرسي الله بدل من كلمة المسيح الفاتيكانية من القرن الرابع والاسكندرية من الخامس والقبطية وبعض مخطوطات الفلجاتوالقبطية الصعيدية والبحيرة ومخطوطات لاتينية